# فولیکول تخمدان
انبانک تخمدان یا فولیکول تخمدان (به انگلیسی: Ovarian follicle) توده هایی کروی شکل در تخمدان زنان هستند که در طی یک دوره قاعدگی یک یا چند عدد از آن‌ها رشد نموده و اووسیت ثانویه یا مام یاخته ثانویه از  آن آزاد می‌شود این دوره در انسان به‌طور متوسط هر۲۸ روز یکبار تکرار می‌شود این چرخه توسط هورمون‌های جنسی کنترل می‌شود.

## بافت‌شناسی
در هر فولیکول تخمدانی یک تخمک (سلول جنسی ماده) وجود دارد که توسط سلولهای بافت تخمدانی احاطه شده‌است. سلول های فولیکول عبارتند از تخمک ، سلول های گرانولوزا (granulosa) و سلول های تکا (theca) لایه‌های داخلی و خارجی.

## فیزیولوژی فولیکول
دختران تازه متولد حدود یک میلیون تخمک نارس 
درهر تخمدان به صورت ذخیره شده دارند که قبل از تولد در تخمدانهای آن‌ها (راست و چپ) جای گرفته‌است. در هر سیکل قاعدگی، این فولیکولها برای غالب شدن، با هم رقابت می‌کنند، تحت تأثیر چندین هورمون، رشد همه این فولیکول‌ها بجز یکی از آن‌ها متوقف می‌شود در حالی که فولیکول غالب شروع به رشد و بالغ شدن می‌کند این فولیکول، فولیکول گراف نام دارد.
زمانی که فولیکول‌ها بالغ می‌شوند مقدار زیادی استرادیول،نوعی استروژن، ترشح می‌کنند.
استروژن‌ها شروع به تشکیل یک لایه جدید در اندومتر رحم می‌کنند. استروژن نیز باعث تحریک کریپت‌ها در سرویکس رحم می‌شوند تا موکوس بارور سرویکس را تولید کنند.

## مرحله لوتئال
مرحله لوتئال در چرخه تخمدان به دنبال مرحله فولیکولی ایجاد می‌شود. بعد از تخمک‌گذاری ، هورمون LH سبب می‌شود تا سلول‌های فولیکولی که پاره شده‌اند رشد کنند و تشکیل توده‌ای به نام جسم زرد را بدهند.